# Rada (rejon wileński)
Rada (lit. Roda) − wieś na Litwie, w rejonie wileńskim, 3 km na południe od Czarnego Boru, zamieszkana przez 3 ludzi.

## Historia
W dwudziestoleciu międzywojennym leżała w Polsce, w województwie wileńskim, w powiecie wileńsko-trockim, w gminie Rudomino.
Po II wojnie światowej w granicach Związku Sowieckiego. Od 1991 na niepodległej Litwie.